# Парусная моллинезия
Парусная моллинезия, или моллинезия-велифера (лат. Poecilia velifera) — вид живородящих лучепёрых рыб семейства пецилиевых.

## Описание
Самцы достигают длины от 10 до 15 см, самки — до 18 см. Вид имеет выраженный половой диморфизм. Самцы меньше, стройнее и ярче чем самки. Тело вытянутое, слегка сжатое с боков. Окраска тела серебристо-серого цвета с многочисленными рядами блестящих перламутровых точек, горло и грудь золотисто-жёлтые. Высокий (достигает 4,5 см) спинной плавник имеет парусовидную форму, состоит из 20 лучей, самцы расправляют его во время брачных игр.

## Распространение
Парусная моллинезия обитает в реках и устьях рек на полуострове Юкатан. Она населяет солоноватые и солёные водоёмы на мелководье, где вода хорошо прогревается.

## Питание
В своей естественной среде рыба питается личинками комаров и москитов.

## Размножение
Самка может рожать каждые 20-25 дней до 50 мальков, чей размер варьирует от 4 до 7 мм. Через год молодь достигает половой зрелости.
Продолжительность жизни рыб составляет от двух до трёх лет.

## Содержание
В неволе живут 2-3 года. Моллинезиям требуются продолговатые закрытые аквариумы для плавания (60-80 литров для взрослой пары особей). Аквариум может быть засажен жестколистными растениями (валлиснерия, криптокорина) и украшен корягами, но также должно оставаться достаточно свободного места. Следует добавить в воду немного поваренной соли. В качестве грунта следует брать гравий среднезернистый. К температуре моллинезии нетребовательны, оптимальная температура — 27 °C. Также нуждаются в большом количестве света и в фильтрации воды. Корм должен быть разнообразным (можно чередовать сухие и замороженные виды), кормить следует небольшими порциями, так как моллинезии быстро набирают вес и становятся малоподвижными, в таком случае самцы перестают ухаживать за самками. Также лучше кормить не только животным кормом, но и добавлять зелень (листья капусты, салаты), особенно это важно для самцов, потому что растительный корм помогает им вырастить красивые большие плавники.
Можно содержать в одном аквариуме с другими мирными рыбками.